# Bergmannsgraben
Der Bergmannsgraben ist ein Teilabschnitt des Grabensystems des Silberhütter Kunstgrabens.

## Verlauf
Der Bergmannsgraben zweigt bei Rodeacker (Neudorf) am Fuße des Langenbergs vom Anhaltischen Graben ab. Während dieser weitgehend den Höhenlinien folgt, wurde der Bergmannsgraben bergab geführt, um auf das Niveau der schmalen Wipper zu kommen. Der Graben verläuft zunächst Richtung Ostnordost, wendet sich nach der Hälfte des Verlaufs in Richtung Nordost, schwenkt kurz darauf nach Südost. Nach weiteten knapp siebzig Metern schwenkt der Graben nach Osten und mündet nach insgesamt etwa 450 Metern in den Oberlauf der schmalen Wipper – weniger als 150 Meter unterhalb des Quellgebietes. Das Gesamtgefälle beträgt 23 Meter, dabei muss ein Anstieg von 1,9 Meter im Gelände überwunden werden.

## Geschichte
Der Grenzteich wurde 1723 durch den asseburgischen Bergmeister Schlegel, anstelle des bis 1921 vorhandenen alten Teiches, erbaut. Ab 1761 lieferte der Teich Aufschlagwasser für die Wasserräder der Grube Pfaffenberg im „Birnbaum Revier“ auf dem Straßberg-Neudorfer-Gangzug. Bis 1762 wurde der Anhaltische Graben errichtet. Oberhalb des Faulen Pfützenteichs vom Schindelbrücher Kunstgraben abzweigend, konnte das Wasser zunächst bis ins Quellgebiet des Birnbaumbachs verlängert werden. Dabei wurde die Trassierung so gewählt, dass auch dem Oberlauf der Schmalen Wipper, somit dem Grenzteich, Wasser zugeführt wurde.
1792/93 erfolgte der planmäßige Ausbau der Neudorfer Wasserhaltung. Der zur schmalen Wipper führende Teil des Grabens war nun als Bergmannsgraben nur noch ein Abzweig des Anhaltischen Grabens. Der tiefer gelegene Grenzteich wurde schon nach Fertigstellung des Kunstteichs Neudorf 1764 nicht mehr benötigt und ab 1793 verlängerte der Neudorfer Graben den Silberhütter Kunstgraben vom Kalbsaugenteich zum Neudorfer Gemeindeteich und damit auch zum Kunstteich Neudorf. Der zur schmalen Wipper führende Teilabschnitt des Neudorfer Grabens, der Bergmannsgraben, wurde trockengelegt und der Grenzteich aus der bergbaulichen Nutzung genommen.
Der Graben ist in weiten Teilen noch im Gelände erkennbar – oft muss man dazu aber wissen, wonach man sucht.
Siehe auch:
- Liste der Gräben des Unterharzer Wasserregals
- Liste der Teiche des Unterharzer Teich- und Grabensystems
- Liste der Gewässer in Sachsen-Anhalt